# Saxtrup
Saxtrup, även Saxstrup, var en dansk uradelssläkt från Skåne, som är känd från 1337 och vilken härstammar från Saxtorps socken i Skåne. Saxstrup (Saxsthorp) på danska är troligen ett äldre namn på Saxån, härstammar från mansnamnet Sax.
Det finns kända förgreningar. Den första hade sitt ursprung i Skåne, de andra bosatte sig på Själland, de andra två uteslutande i Halland.
Saxtrup grenade ut sig i flera släktgrenar:
- Saxtorp i Skåne.
- Osby, Hörby socken i Skåne.
- Sextorp i Lyby socken i Skåne.

Vapen
Blasonering: Det anges i danskt adelslexikon under namnet Saxstrup som en kluven sköld med dexter i silver och sinister blå och därpå en bjälke i silver, på hjälmen horn, ett i silver och ett i blått belagt med en silverstång.

## Historia
Under medeltiden blomstrade släkten Saxtrup i östra Danmark. Flera av släktens medlemmar tjänade den danska kronan och blev länsmän och landsdomare.
Släkten dog ut 1595 på svärdssidan med länsman Björn Sörensen Saxtrup.
Sätesgårdar inom ätten
De olika släktgrenarna Saxtrup har haft ett flertal sätesgårdar i Halland och Skåne. En av de mera betydelsefulla sätesgårdarna under 1400-talet var Sextorp i Lyby socken i Skåne. Dessutom omnämns Peder Jensen (Saxtrup) af Osby 1405 som innehavare av Ousbygård i Hörby socken, numera Osbyholms slott och Vram i Norra Vrams socken.

## Medlemmar ur släkten
- Peder Mattissen Saxtrup hörde hemma i Halmstad gård (1423–1443).
- Axel Pedersen Saxtrup till Vram, var landsdomare i Skåne. Känd 1448–1487.
- Björn Sörensen Saxtrup till Osby, var 1555 länsman på Gladsaxehus, 1556–1561 på Rönnebäksholm, 1560 skeppshövitsman, 1563 tillförordnad översta proviantmästare i Skåne, 1567 förlänad Osby län, 1572–1574 med Barkager, Ängelsbäck och Skillinge län, 1572 landsdomare i Skåne och dog 1595 som släktens sista man.